# Noordeloos (Michigan)
Noordeloos is een dorp dat deel uitmaakt van de charter township (een soort gemeente) Holland in Ottawa County in de Amerikaanse staat Michigan.
Noordeloos is vernoemd naar de geboorteplaats van de eerste dominee, het Nederlandse Noordeloos. De streek rondom Black River, het huidige Noordeloos, werd rond 1847 door Nederlandse immigranten, voornamelijk uit Groningen, bevolkt.
Als gemeenschap was men in eerste instantie verbonden aan de plaats Zeeland (Michigan). In 1856 vroegen zij om een eigen parochie, en werd Koene van den Bosch uit Noordeloos aangetrokken. Om de dominee te bewegen naar hun gemeenschap te komen, noemden zij hun gemeenschap Noordeloos, naar de plaats van zijn geboortedorp. Eenmaal in Noordeloos richtte hij op 14 maart 1857 de Noordeloos Christian Reformed Church op waardoor Noordeloos de eerste Christelijk Gereformeerde kerk van de Verenigde Staten bezit.